# Сівка-Войнилівська
Сівка-Войнилівська — село в Україні, у Калуському районі Івано-Франківської області України, підпорядковане Войнилівській селищній громаді. 

## Назва
У 1989 р. назву села Сивка-Войнилів було дещо змінено.

## Історія
Перша письмова згадка належить до 1787 року.[оригінальне дослідження?]
На теренах села знайдено кістки мамонта, виявлено поселення епохи бронзи і перших століть нашої ери, збереглися тут і залишки стародавнього валу.
У книгах галицького суду село згадується 13 січня 1438 року У податковому реєстрі 1515 року в селі документується 4 лани (близько 100 га) оброблюваної землі.
У 1880 році в селі проживало 730 мешканців та 6 мешканців на землях фільварку (602 греко-католики, 102 римо-католики, 32 юдеї). Було центром парафії, до котрої також належали Мошківці, Перлівці та Суботів, деканат журавенський.
У 1939 році в селі проживало 1060 мешканців (930 українців-грекокатоликів, 100 українців-римокатоликів, 20 поляків і 10 євреїв).
Після приєднання Західної України до СРСР село ввійшло 17 січня 1940 р. до новоутвореного Войнилівського району. 
За даними облуправління МГБ у 1949 р. у Войнилівському районі підпілля ОУН найактивнішим було в селах Верхнє, Збора, Завадка, Станькова і Сівка-Войнилівська.
12 червня 1951 р. під приводом попереднього злиття колгоспів у колгосп ім. Лесі Українки Войнилівський райвиконком рішенням № 320 ліквідував Мошківську сільраду з приєднанням до Сівко-Войнилівської сільради. 19 травня 1959 р. Войнилівський райвиконком ліквідував Луцьку сільраду з приєднанням до Сівковойнилівської сільради.
18.09.2020 р. після 25 років будівництва відкрили новий міст через Дністер.

## Населення

### Мова
Розподіл населення за рідною мовою за даними перепису 2001 року:
| Мова       | Кількість | Відсоток |
| ---------- | --------- | -------- |
| українська | 578       | 98.47%   |
| російська  | 9         | 1.53%    |
| Усього     | 587       | 100%     |

## Соціальна сфера
- Церква Різдва Пречистої Діви Марії (храмове свято 21 вересня) збудована 1869 року. Належить УГКЦ. Нова церква освячена 28.08.2016.[11].
- Храм-Каплиця Різдва Пресвятої Богородиці.
- Народний дім.
- Школа І-ІІІ ст[12] на 180 місць[13], у 2011 році переобладнана в навчально-виховний комплекс І-ІІІ ст. з дитячим садочком[14].
- Амбулаторія.
- 236 дворів, 589 мешканців.

Село газифіковане.
У 2016 році в рамках Проекту ЄС ПРООН «Місцевий розвиток, орієнтований на громаду» встановлено сонячну міні-електростанцію, яка забезпечуватиме електроенергією освітлення сільських вулиць, а решта електроенергії використовуватимуть для потреб школи

## Фото

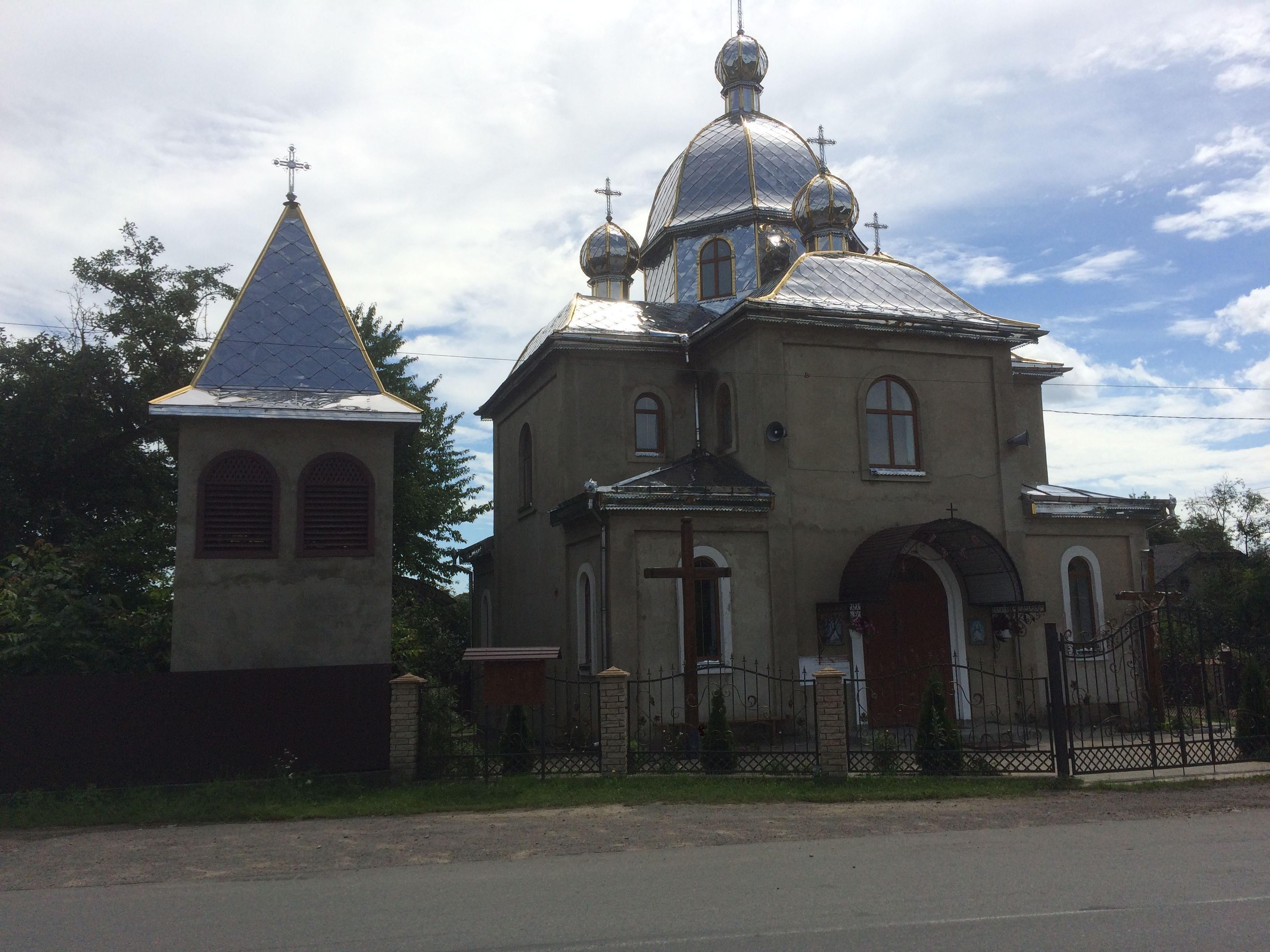
Церква
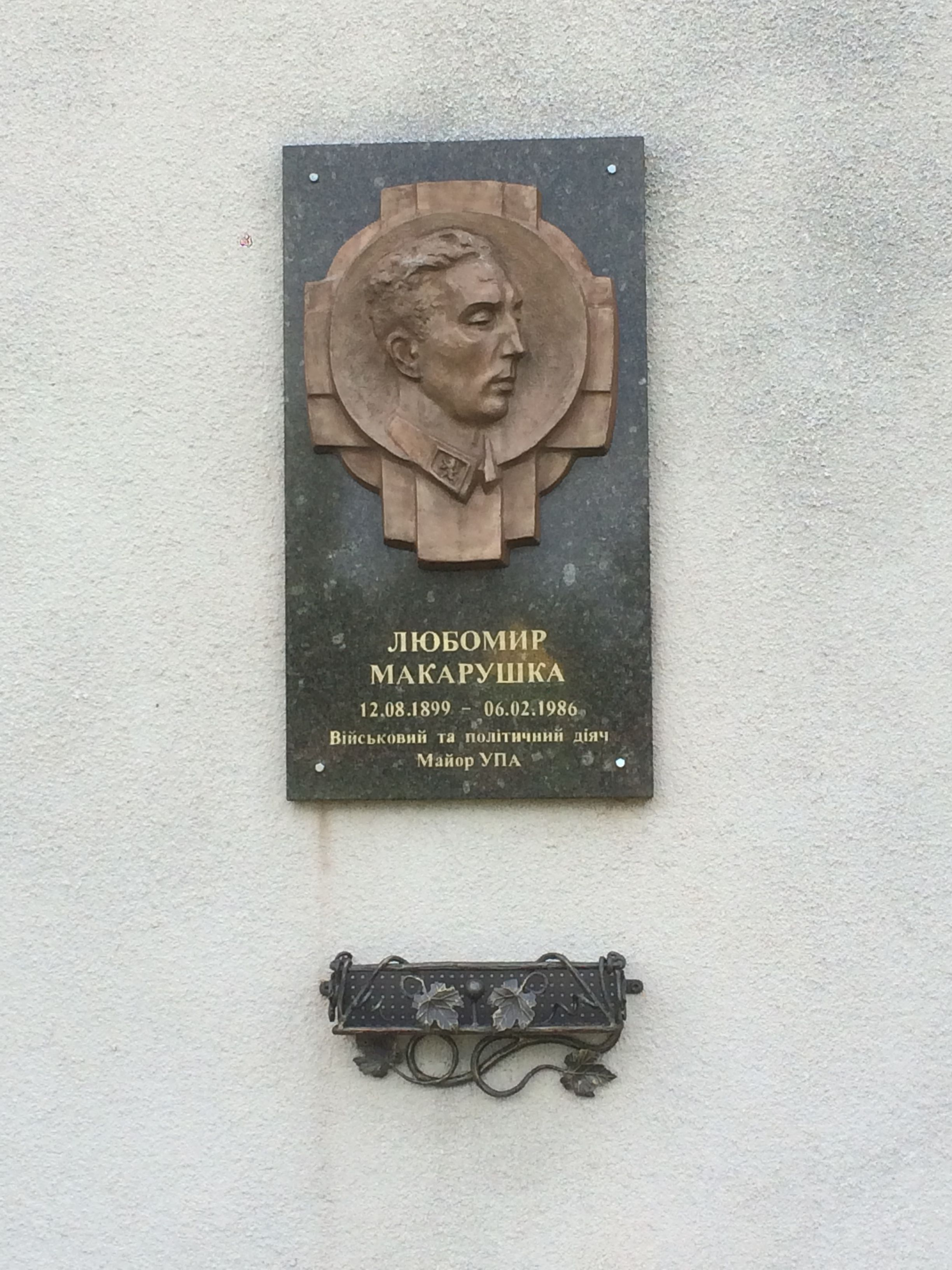
Меморіальна дошка на школі
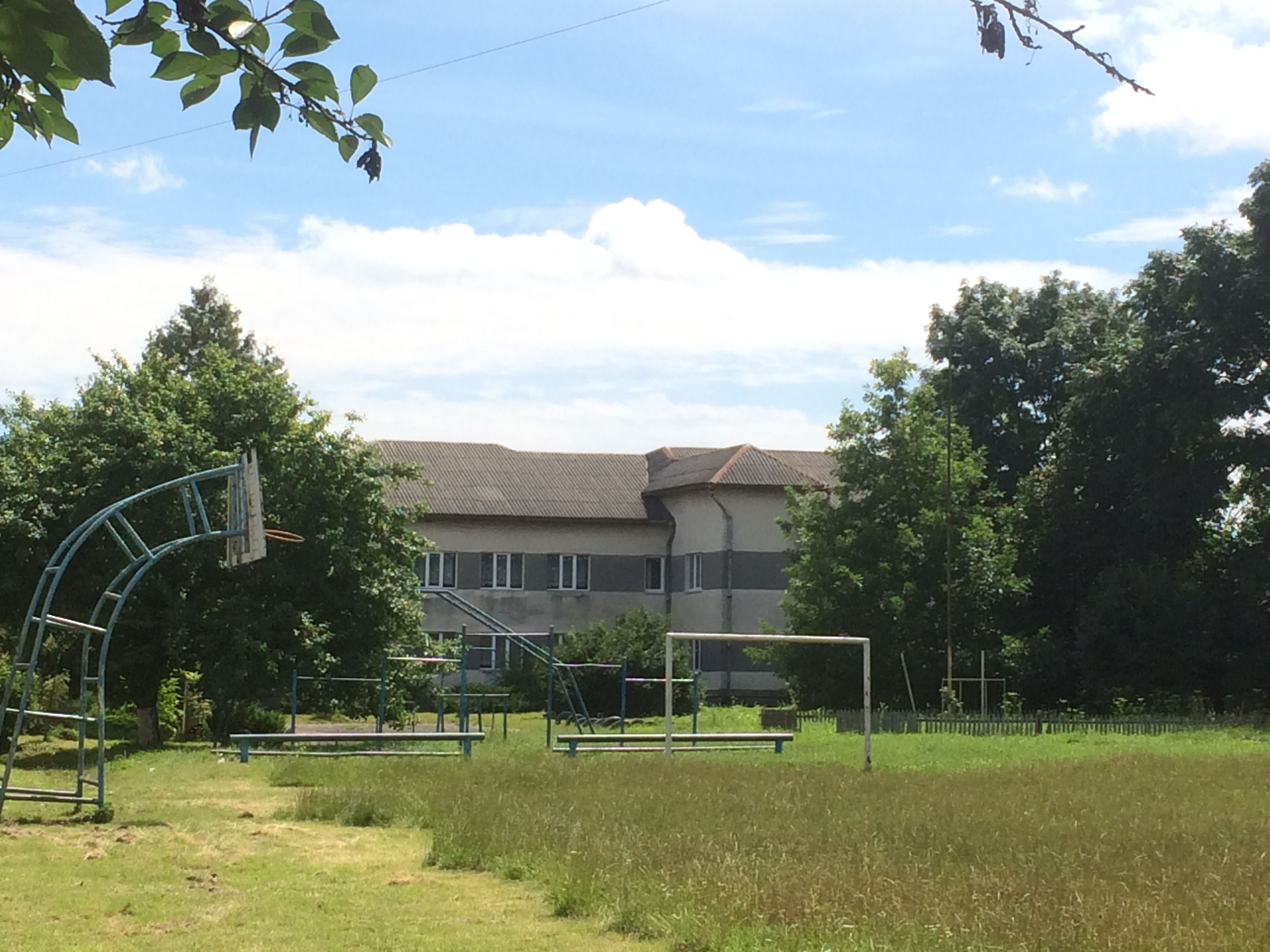
Дитсадок
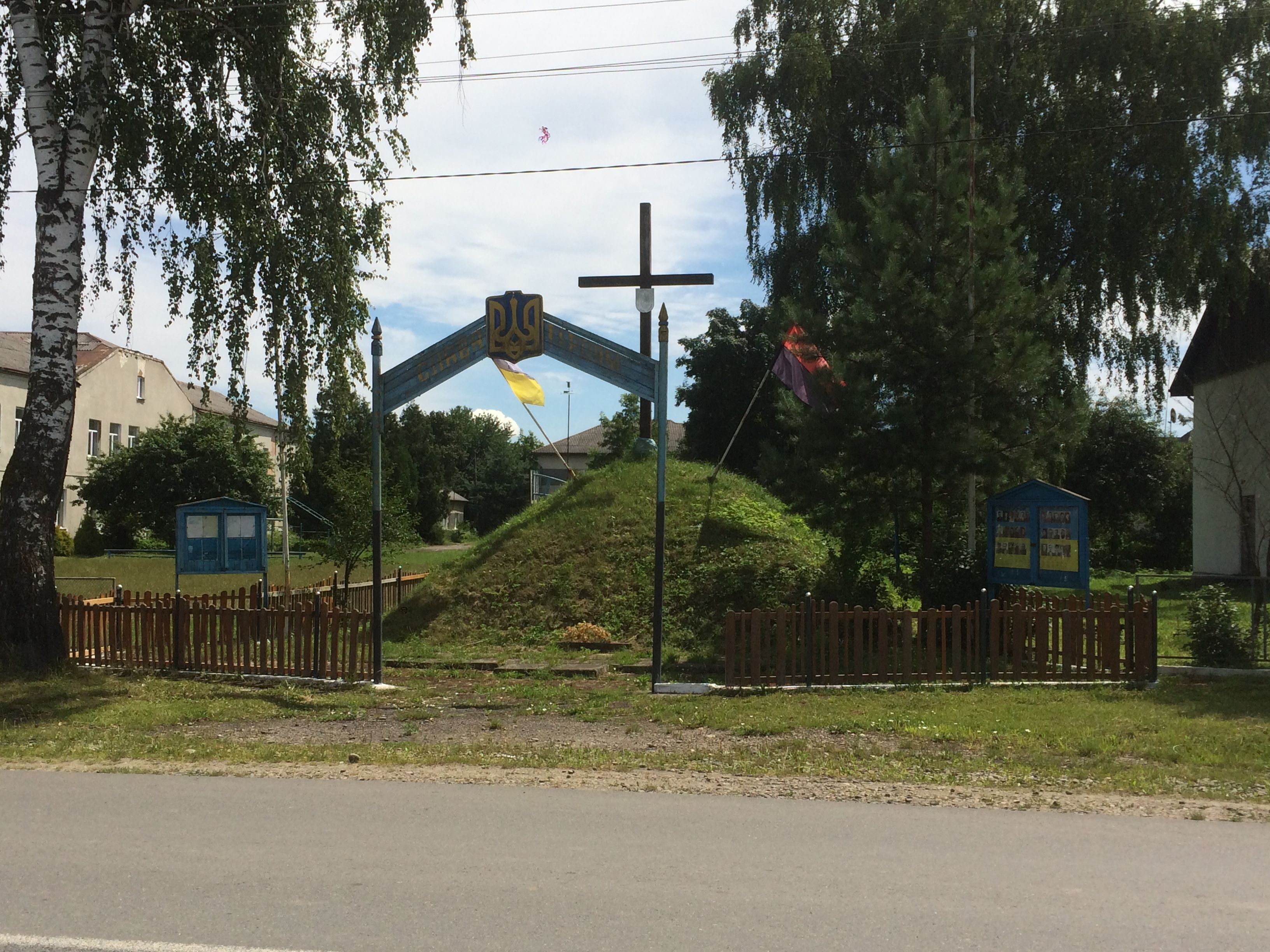
Символічна могила борцям за волю України
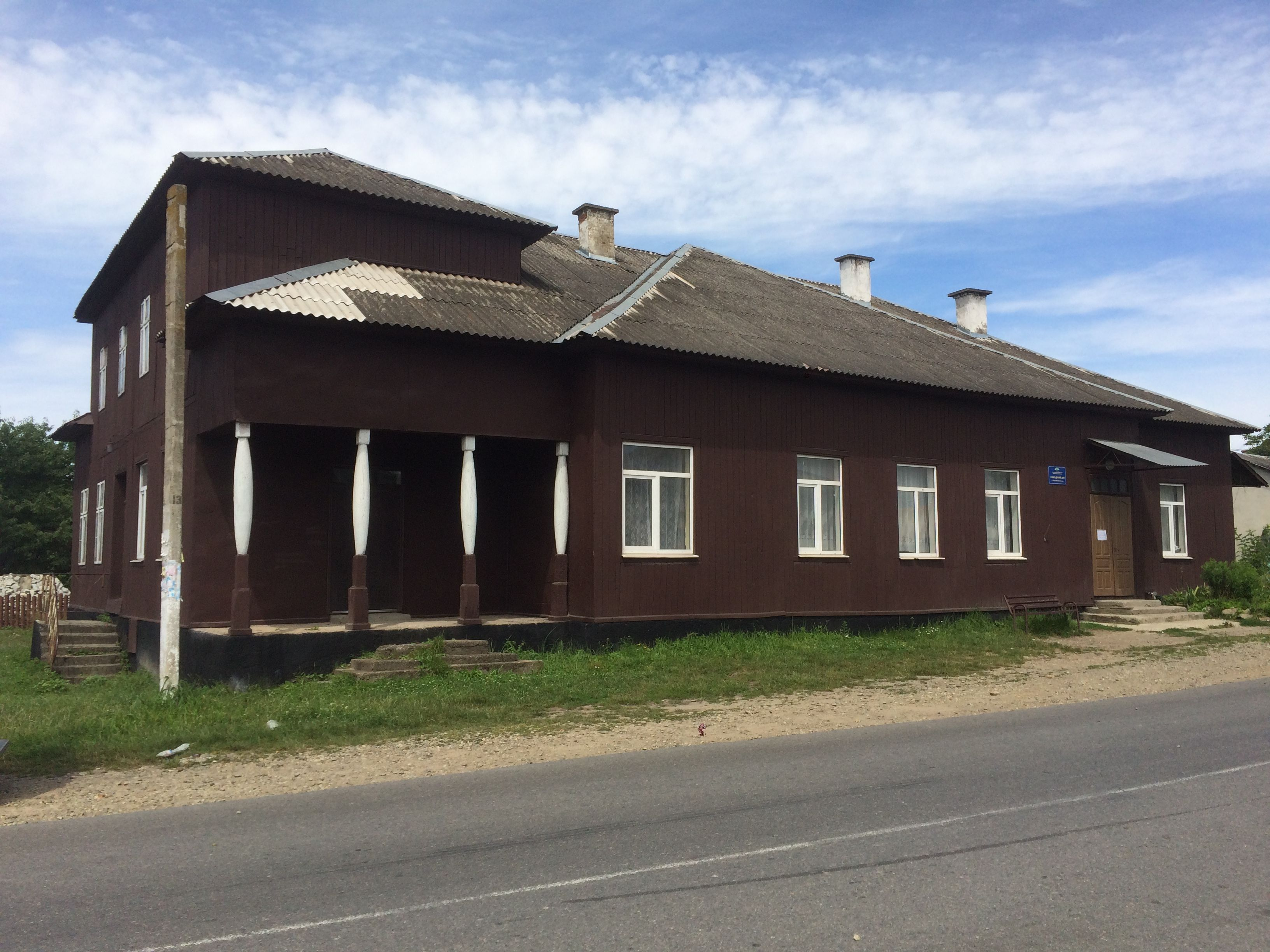
Народний дім
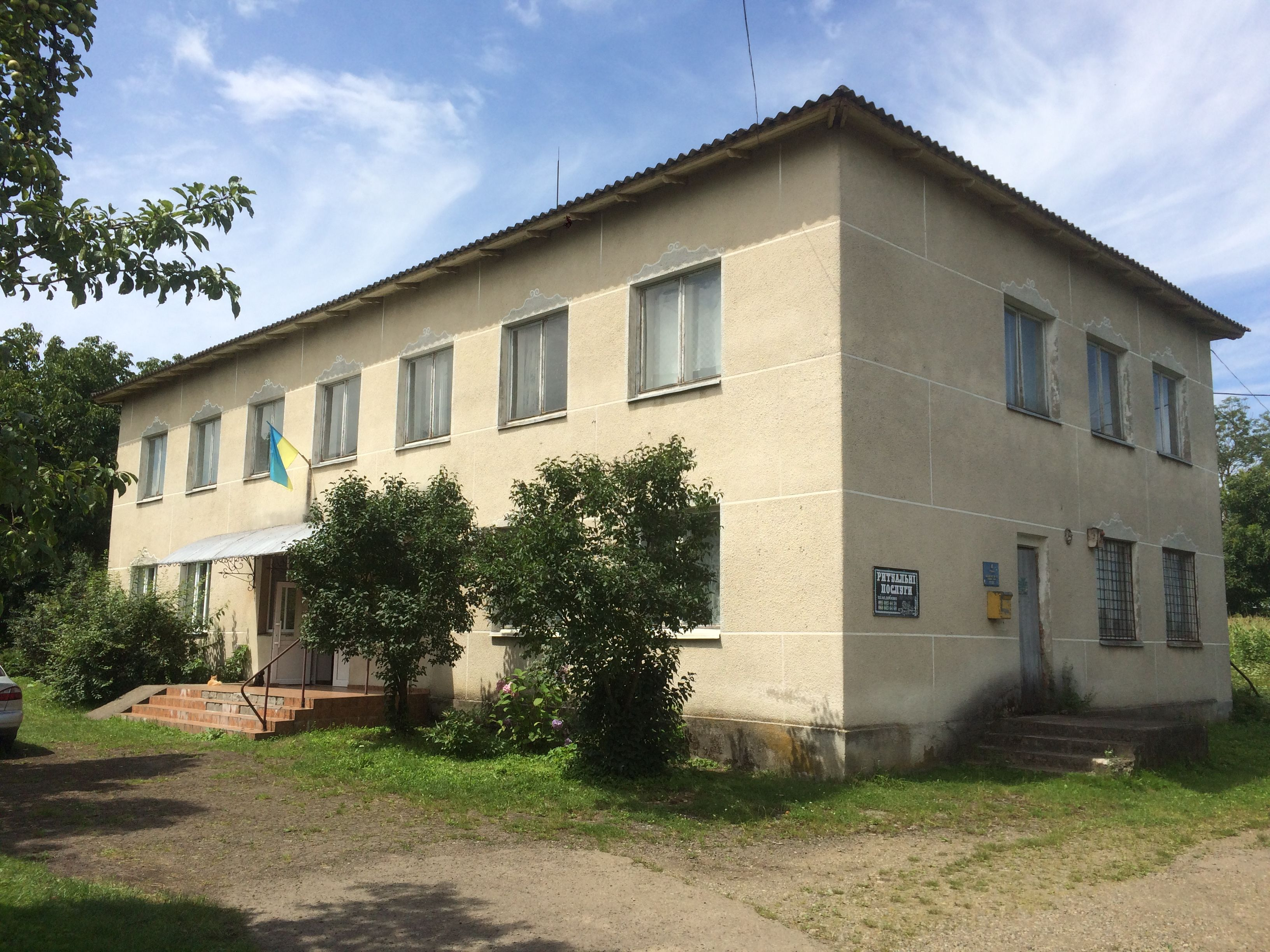
Сільрада

## Вулиці
У селі є вулиці:
- Дністровська
- Зелена
- Клубна
- Ковпака
- Колгоспна
- Молодіжна
- Тараса Шевченка
- Центральна[18]

## Люди
Народилися:
- Бродин Михайло Семенович — український фізик, академік НАН.
- Любомир Макарушка — сотник УГА, громадсько-політичний діяч,  майор дивізії «Галичина».